# Forcipomyia acinacium
Forcipomyia acinacium är en tvåvingeart som beskrevs av Debenham 1987. Forcipomyia acinacium ingår i släktet Forcipomyia och familjen svidknott. Inga underarter finns listade i Catalogue of Life.